# Сан Хоакин (река)
Сан Хоакин (енгл. San Joaquin River) река која протиче кроз САД. Дужине 589 km, река протиче кроз америчку савезну државу Калифорнију и друга је по дужини река у Калифорнији, после реке Сакраменто. Сан Хоакин извире на падинама Сијера Неваде и тече кроз плодну пољопривредну Сан Хоакин долину пре него што стиге у залив Сесун у Сан Франциску, где се улива у Тихи Океан. Важан извор воде за наводњавање као и коридор дивљих животиња, река Сан Хоакин представља једну од најтеже преусмерених река у Калифорнији и њена брана је једна од најтеже направљених.
Људи насељавају долину реке већ више од 8.000 година и она је један од главних центара популације преколумбијске Калифорније. Од краја 18. века, узастопни таласи истраживача, углавном шпанских и америчких, емигрирали су у басен Сан Хоакина и прво експлоатисали, а затим и протерали аутохтона племена. Придошлице су брзо присвојиле богате природне и хидролошке ресурсе слива за употребу на фармама и градовима, али су били погођени поплавама и сушама. Због јединствене топографије долине Сан Хоакина, поплаве некада трансформишу доњи ток реке у велико унутрашње море.
У 20. веку су изграђени многи насипи и бране на Сан Хоакину и њеним притокама. Ове грађевине заувек су промениле природу реке и одсекли Туларски басен од слива реке. Река представља станиште за хиљаде лососа који овде долазе да се мресте и за милионе птица селица. Данас река има огроман значај за водоснабдевање, пловидбу и регулационе радове од стране разних савезних органа, који су драматично смањили ток реке од 20. века.

## Смер
Извор реке налази се у Ансел Адамс Вајлдернесу у јужној Сијера Невади, на ушћу три главне притоке: Мидл Форк, која извире из језера Хиљаду острва на висини од 3.000 метара; мања, Норт Форк, која извире 2,9 километара југоисточно од планине Лајел; и Саут Форк, која протиче кроз језеро Флоренс, а почиње од језера Марта у националном парку Краљев кањон. Мидл Форк се обично сматра главним делом стабла. Од планинских алпских извора, Сан Хоакин тече углавном на југ у подножју Сијере, пролазећи кроз четири хидроелектране. Она на крају излази из подножја на оно што је некада био град Милертон, на месту где се од 1942. године налази брана Фрајант, и ту река формира језеро Милертон.
Након бране, река тече у правцу запад-југозапад и излази из Сан Хоакин долине - јужног дела Велике Централне долине - пролазећи северно од града Фрезно. С обзиром да већина воде из реке одлази у аквадукте, она често пресуши у делу од 97 километара од Фрезна до Мендоте, где је допуњава Делта-Мендота канал и повремени токови из Фрезно-Слауа, храњени од Краљеве Реке. Од Мендоте, река скреће северозападно, пролазећи кроз много различитих канала, од којих су неки природни, а неки створени људском руком. Североисточно од Дос Палоса, реци се придружују реке Фрезно и Чаучила. 80 километара низводно, река Мерцед улива се у Сан Хоакин.
Већина реке протиче кроз мирну пољопривредну равницу, а захваљујући њеном меандрирању, она успева да избегне већину градских подручја у Сан Хоакин долини. Око 18 километара западно од Модеста Сан Хоакин прима своју највећу притоку - Тулумн. Близу Верналиса, њој се придружује још једна велика река - Станислав. Река пролази кроз Мантику и Трејси, где се два рукавца - Стара Река и Средња Река - одвајају од главног тока реке непосредно испред Сакраменто-Сан Хоакин делте, огромне инвретне делте формиране од наслага седимената које су ове реке донеле.
Око 40 километара од ушћа река скреће западно у Стоктон, који је један од највећих градова слива. Одавде па до ушћа, река је прекопана у склопу пројекта за Стоктон канал. Река се, идући према ушћу, шири до 1.500 метара док се не споји са реком Сакраменто, у Антиоку, формирајући залив Сесун. Ове две реке заједно теку западно кроз пролаз Каркинез и у заливу Сан Франциско се уливају у Пацифик.

## Геологија
У геолошком контексту, река Сан Хоакин може се поделити на два главна сегмента. Горњи, дужине 156 километара, изнад бране Фрајант у Сијери, карактерише се као стрми, стеновити, планински поток. Током милиона година, горњи Сан Јоакин, као и горњи делови већине њених потока, заједно су однели огромне количине стена и седимента са планине. Већина гранитних магматских и метаморфних стена датира из мезозоика. Поред тога, многе притоке Сан Хоакина теку преко региона метаморфисаних вулканских стена познатих под именом Mother Lode Gold Belt.
431 километар дуги доњи део, потпуно супротно, кривудава је река која тече преко кенозојских алувијалних наслага које данас чине раван Централне долине. Огромне количине седимената који чине доњи ток реке представљају слој дубине 9,7 до 15,3 километара, са удаљеношћу од основних стена која се, идући према северу, повећава. Пре издизања Калифорнијског обалског венца, више од 6.100 метара седимената било је наслагано у подножју Сијере због активности плиме, а преци реке Сан Хоакин и њених притока, који су текли према западу од ове алувијалне равни, однели су наслаге у море.